# Macchi M.52
Dimensions
Le Macchi M.52 est un hydravion de course italien conçu et construit par Macchi pour la Coupe Schneider de 1927. Le M.52 et ses variantes M.52bis ou M.52R, établirent des records du monde de vitesse sur hydravions.

## Conception et développement

### M.52
Mario Castoldi conçut le M.52 en suivant le concept réussi du Macchi M.39, lequel permit au Major Mario de Bernardi de remporter la victoire et un record du monde de vitesse d'hydravion en 1926, lors de la coupe Schneider, ainsi qu'un autre record du monde de vitesse en hydravion quatre jours plus tard. Comme le M.39, le M.52, était un monomoteur monoplan à voilure basse posé sur deux flotteurs. Le M.52 était légèrement plus long que le M.39 avec une envergure réduite et des flotteurs plus courts. L'appareil était construit autour d'un moteur plus puissant, le Fiat Aviazione AS.3 de 1000 ch (746 kW) mis au point par Tranquillo Zerbi. La conception de l'AS.3 était basée sur celle du Curtiss D-12, bien qu'il utilisa des cylindres individuels et des chemises au lieu des pièces monoblocs du moteur américain. Malgré l'augmentation significative de la puissance du moteur, le M.52 avaient un poids maximum au décollage inférieur de 60 kg par rapport au M.39. Macchi construit en tout trois M.52.

### M.52bis ou M.52R
Une version modifiée, désignée comme M.52bis ou M.52R, a également été construite. Son envergure (7,85 m) et sa masse maximale au décollage (1480 kg) étaient diminuées par rapport au M.52 original. Il bénéficia également d'autres améliorations aérodynamiques, notamment au niveau des flotteurs avec une zone frontale réduite. Macchi construit un seul M.52bis.

## Historique opérationnel

### M.52

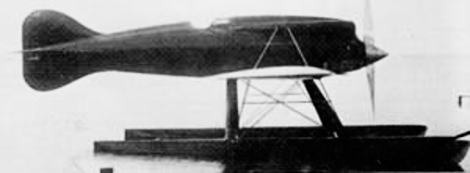

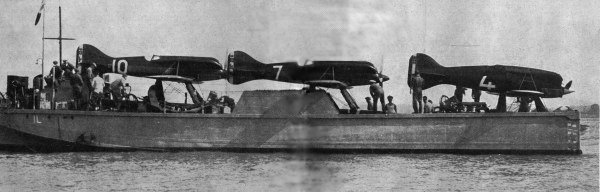
Les trois avions participants à la Coupe Schneider de 1929. À droite, le M.52R qui prit la deuxième place; les deux avions à gauche sont les Macchi M.67.

Les trois M.52 furent engagés par l'Italie pour la Coupe Schneider de 1927, qui se tenait à Venise (Italie), le 26 septembre 1927. Les trois avions souffrant de problème moteur, aucun d'entre eux ne finit la course. Le vainqueur de l'édition 1926, le Major de Bernardi, termina officiellement 10e après un décrochage. Le meilleur résultat parmi les M.52 fut réalisé par le Capitaine Federico Guazetti, qui n'abandonna pas la course jusqu'au dernier tour.
Le Major de Bernardi utilisa un M.52 pour établir un nouveau record du monde de vitesse à 479,3 km/h sur 3 kilomètres à Venise le 4 novembre 1927,.

### M.52bis ou M.52R
Le 30 mars 1928 à Venise, de Bernardi établit un nouveau record du monde de vitesse à 512,776 km/h sur l'exemplaire unique du M.52bis (ou M.52R). Il devint à la fois le premier à dépasser les 300 mph (483 km/h) et le premier à dépasser les 500 km/h.
Pour la Coupe Schneider 1929 l'Italie avait prévu d'engager les trois Macchi M.67, mais l'un d'eux s'écrasa au cours de l'entrainement. Le M.52R fut engagé comme remplaçant, à côté des deux M.67 restants pour représenter l'Italie dans la course qui eut lieu le 7 septembre 1929. Piloté par l'Adjudant Tomasso Dal Molin, il fut le seul des trois avions italiens à finir la course, remportant la deuxième place avec une vitesse de 457,380 km/h.

## Opérateur
- Royaume d'Italie (1861-1946)
- Regia Marina

## Spécifications M.52bis / M.52R
- Envergure : 7,849 m
- Longueur : 7,131 m
- Masse en charge : 1 480 kg
- Motorisation : moteur Fiat Aviazione AS.3 V-12 à 60° à pistons et refroidissement liquide, 1,000 ch (746 kW)